# Do the Collapse
| Recensione     | Giudizio |
| -------------- | -------- |
| Piero Scaruffi | [ 1 ]    |

Do the Collapse è il 12° album in studio del gruppo musicale statunitense Guided by Voices, pubblicato nel 1999 negli Stati Uniti d'America e in Giappone dalla TVT Records e nel Regno Unito dalla Creation Records.

## Tracce
1. Teenage FBI - 2:53
2. Zoo Pie - 2:18
3. Things I Will Keep - 2:25
4. Hold on Hope - 3:31
5. In Stitches - 3:39
6. Dragons Awake! - 2:08
7. Surgical Focus - 3:48
8. Optical Hopscotch - 3:01
9. Mushroom Art - 1:47
10. Much Better Mr. Buckles - 2:24
11. Wormhole - 2:33
12. Strumpet Eye - 1:58
13. Liquid Indian - 3:38
14. Wrecking Now - 2:33
15. Picture Me Big Time - 4:01
16. An Unmarketed Product - 1:08